# Bergsjötunnlarna
Bergsjötunnlarna avser de spårvägstunnlar som finns i Kortedala och Bergsjön i nordöstra Göteborg. På sträckan finns fem tunnlar: mellan Nymånegatan och Runstavsgatan (150 m), mellan Runstavsgatan och Kortedala Torg (250 m), mellan Januarigatan och Galileis gata (450 m), mellan Galileis Gata och Teleskopgatan (280 m) samt mellan Teleskopgatan och Rymdtorget (450 m).
Sträckan trafikeras av Göteborgs spårvägar.
1956 invigdes sträckan till Kortedala och de två första tunnlarna. 1970 invigdes sträckan till Bergsjön och de tre resterande tunnlarna.

## Bilder

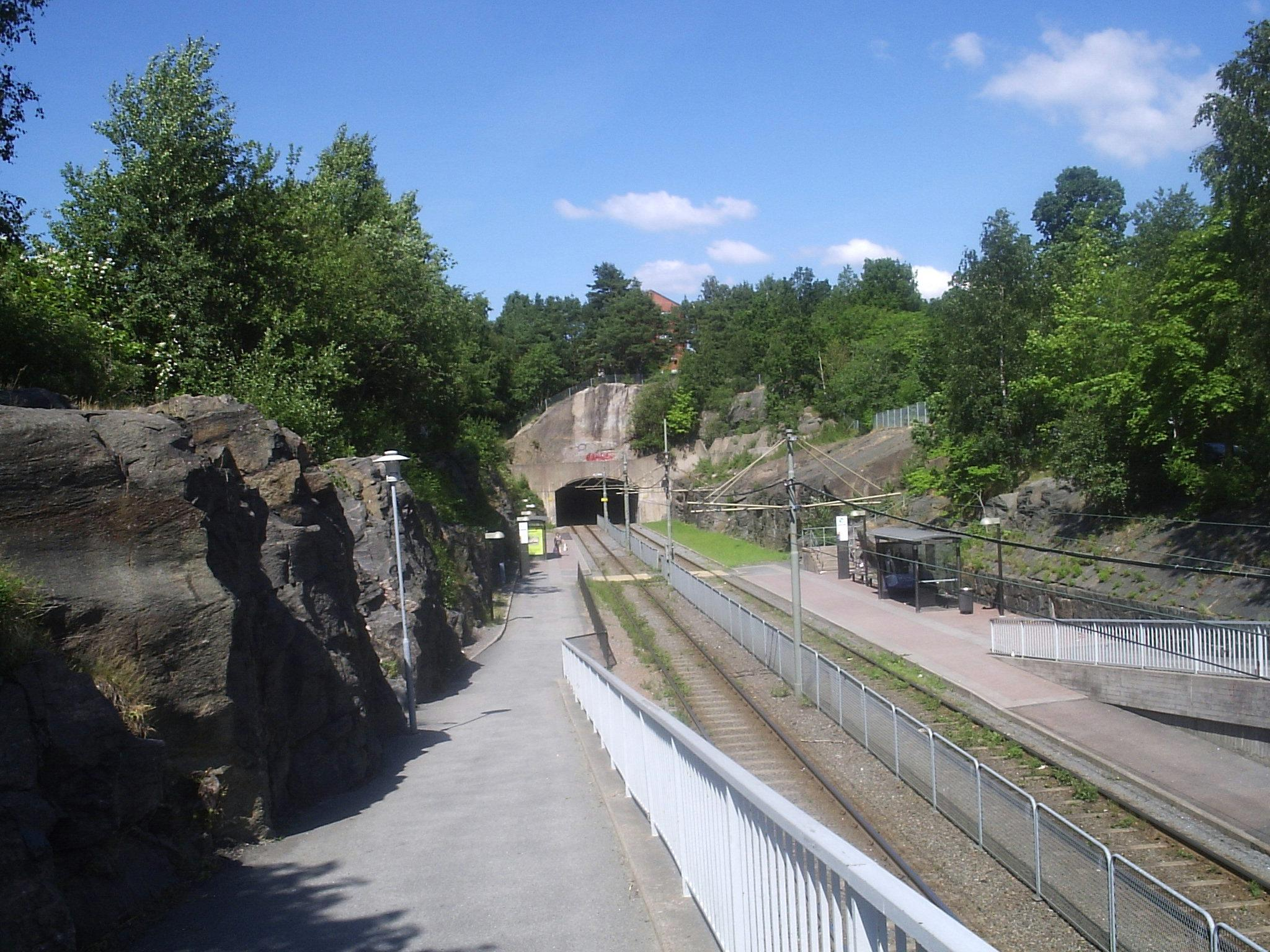
Runstavsgatans hållplats med tunnel i bakgrunden
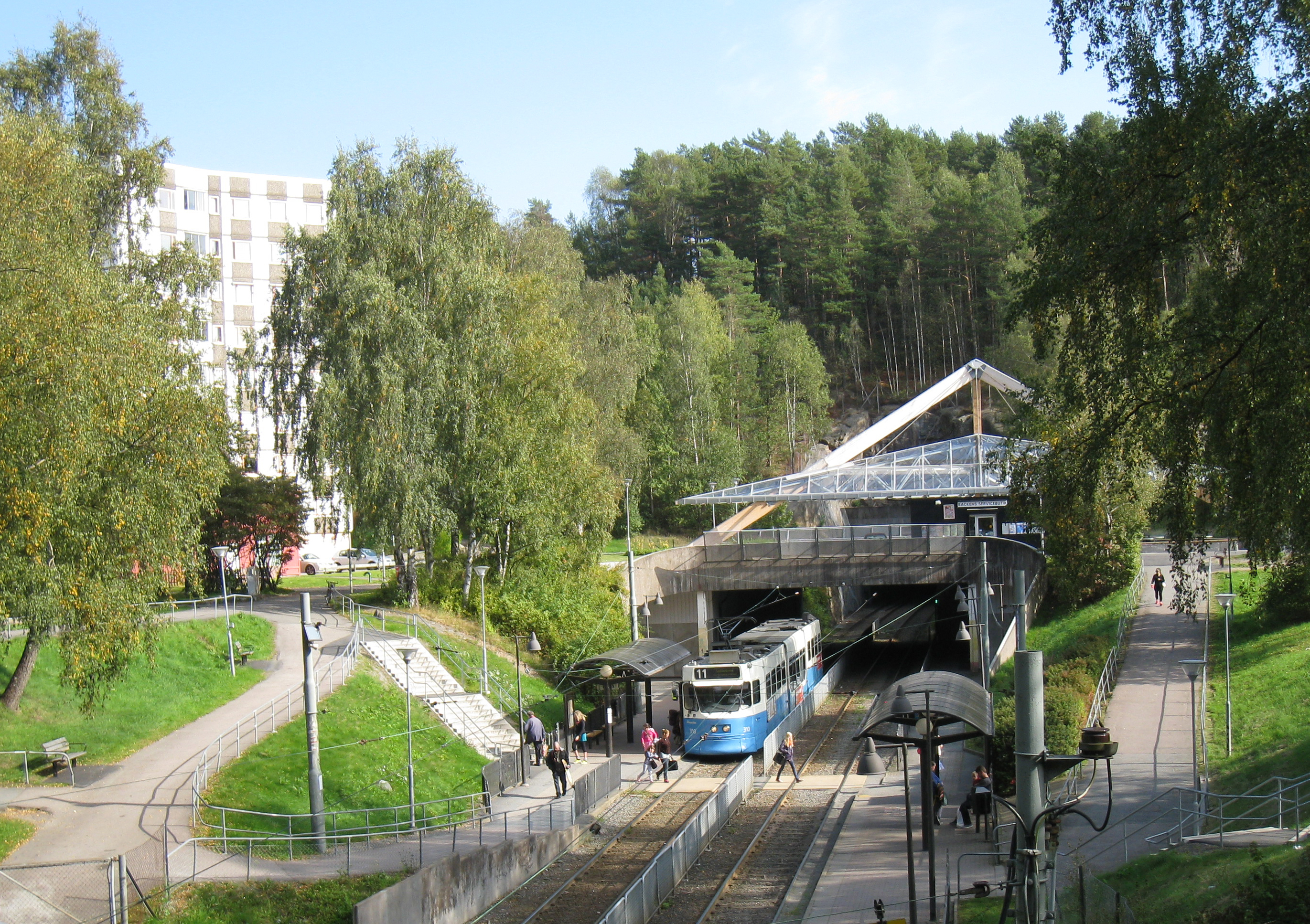
Teleskopgatans hållplats med tunnel i bakgrunden